# Tunisien i olympiska sommarspelen 2016
Tunisien deltog med 61 deltagare vid de olympiska sommarspelen 2016 i Rio de Janeiro. Totalt vann de tre bronsmedaljer.

## Medaljer
| Medalj | Namn             | Sport     | Gren                    |
| ------ | ---------------- | --------- | ----------------------- |
| Brons  | Marwa Amri       | Brottning | Damernas fristil, 58 kg |
| Brons  | Inès Boubakri    | Fäktning  | Damernas florett        |
| Brons  | Oussama Oueslati | Taekwondo | Herrarnas 80 kg         |

## Bordtennis
| Spelare      | Gren      | Inledande omgång     | Omgång 1             | Omgång 2             | Omgång 3             | Åttondelsfinal       | Kvartsfinal          | Semifinal            | Final / BM           | Final / BM       |
| Spelare      | Gren      | Motståndare Resultat | Motståndare Resultat | Motståndare Resultat | Motståndare Resultat | Motståndare Resultat | Motståndare Resultat | Motståndare Resultat | Motståndare Resultat | Placering        |
| ------------ | --------- | -------------------- | -------------------- | -------------------- | -------------------- | -------------------- | -------------------- | -------------------- | -------------------- | ---------------- |
| Safa Saidani | Damsingel | Meshref (EGY) L 0–4  | Gick inte vidare     | Gick inte vidare     | Gick inte vidare     | Gick inte vidare     | Gick inte vidare     | Gick inte vidare     | Gick inte vidare     | Gick inte vidare |

## Boxning
| Boxare          | Gren       | Omgång 1             | Omgång 2             | Kvartsfinal          | Semifinal            | Final                | Final            |
| Boxare          | Gren       | Motståndare Resultat | Motståndare Resultat | Motståndare Resultat | Motståndare Resultat | Motståndare Resultat | Placering        |
| --------------- | ---------- | -------------------- | -------------------- | -------------------- | -------------------- | -------------------- | ---------------- |
| Bilel Mhamdi    | Bantamvikt | Suntele (LES) W 3–0  | Melián (ARG) L 0–3   | Gick inte vidare     | Gick inte vidare     | Gick inte vidare     | Gick inte vidare |
| Hassen Chaktami | Tungvikt   | Bye                  | Russo (ITA) L 0–3    | Gick inte vidare     | Gick inte vidare     | Gick inte vidare     | Gick inte vidare |

## Brottning
Herrar, fristil
| Brottare         | Gren                 | Kvalomgång            | Omgång 1             | Kvartsfinal          | Semifinal            | Återkval 1           | Återkval 2           | Final / BM           | Final / BM |
| Brottare         | Gren                 | Motståndare Resultat  | Motståndare Resultat | Motståndare Resultat | Motståndare Resultat | Motståndare Resultat | Motståndare Resultat | Motståndare Resultat | Placering  |
| ---------------- | -------------------- | --------------------- | -------------------- | -------------------- | -------------------- | -------------------- | -------------------- | -------------------- | ---------- |
| Mohamed Saadaoui | Lätt tungvikt -86kg  | Karimi (IRI) L 0–3 PO | Gick inte vidare     | Gick inte vidare     | Gick inte vidare     | Gick inte vidare     | Gick inte vidare     | Gick inte vidare     | 18         |
| Radhouane Chebbi | Supertungvikt -125kg | Kamal (EGY) L 0–4 ST  | Gick inte vidare     | Gick inte vidare     | Gick inte vidare     | Gick inte vidare     | Gick inte vidare     | Gick inte vidare     | 19         |

Damer, fristil
| Brottare   | Gren             | Kvalomgång           | Omgång 1                  | Kvartsfinal          | Semifinal            | Återkval 1           | Återkval 2                | Final / BM               | Final / BM |
| Brottare   | Gren             | Motståndare Resultat | Motståndare Resultat      | Motståndare Resultat | Motståndare Resultat | Motståndare Resultat | Motståndare Resultat      | Motståndare Resultat     | Placering  |
| ---------- | ---------------- | -------------------- | ------------------------- | -------------------- | -------------------- | -------------------- | ------------------------- | ------------------------ | ---------- |
| Marwa Amri | Lättvikt -58kg   | Bye                  | Icho (JPN) L 1–3 ST       | Gick inte vidare     | Gick inte vidare     | Bye                  | Yeşilırmak (TUR) W 3–1 PP | Ratkevitj (AZE) W 3–1 PP | 3          |
| Hela Riabi | Mellanvikt -63kg | Bye                  | Grigorjeva (LAT) L 0–4 ST | Gick inte vidare     | Gick inte vidare     | Gick inte vidare     | Gick inte vidare          | Gick inte vidare         | 18         |

## Cykling

### Landsväg
| Idrottare   | Gren                | Tid             | Placering       |
| ----------- | ------------------- | --------------- | --------------- |
| Ali Nouisri | Herrarnas linjelopp | Fullföljde inte | Fullföljde inte |

## Friidrott
Förkortningar
- Notera– Placeringar avser endast det specifika heatet.
- Q = Tog sig vidare till nästa omgång
- q = Tog sig vidare till nästa omgång som den snabbaste förloraren eller, i fältgrenarna, genom placering utan att nå kvalgränsen
- NR = Nationellt rekord
- N/A = Omgången fanns inte i grenen
- Bye = Idrottaren behövde inte tävla i omgången

Herrar
| Idrottare       | Gren                         | Heat     | Heat      | Semifinal        | Semifinal        | Final            | Final            |
| Idrottare       | Gren                         | Resultat | Placering | Resultat         | Placering        | Resultat         | Placering        |
| --------------- | ---------------------------- | -------- | --------- | ---------------- | ---------------- | ---------------- | ---------------- |
| Amor Ben Yahia  | Herrarnas 3 000 meter hinder | 8:23,12  | 4 q       | i.u.             | i.u.             | DSQ              | DSQ              |
| Wissem Hosni    | Herrarnas maraton            | i.u.     | i.u.      | i.u.             | i.u.             | DNF              | DNF              |
| Atef Saad       | Herrarnas maraton            | i.u.     | i.u.      | i.u.             | i.u.             | 2:19:50          | 62               |
| Hassanine Sebei | Herrarnas 20 km gång         | i.u.     | i.u.      | i.u.             | i.u.             | 1:23:44          | 36               |
| Mohamed Sghaier | Herrarnas 400 meter häck     | 50,09    | 5         | Gick inte vidare | Gick inte vidare | Gick inte vidare | Gick inte vidare |

Damer
| Idrottare      | Gren                        | Heat     | Heat      | Final    | Final     |
| Idrottare      | Gren                        | Resultat | Placering | Resultat | Placering |
| -------------- | --------------------------- | -------- | --------- | -------- | --------- |
| Habiba Ghribi  | Damernas 3 000 meter hinder | 9:18,71  | 4 Q       | 9:28,75  | 12        |
| Chahinez Nasri | Damernas 20 km gång         | i.u.     | i.u.      | 1:42:57  | 60        |

## Fäktning
| Idrottare             | Gren              | Omgång 2          | Omgång 2              | Kvartsfinal            | Semifinal            | Final / BM                | Final / BM             |                  |
| Idrottare             | Gren              | Motståndare Poäng | Motståndare Poäng     | Motståndare Poäng      | Motståndare Poäng    | Motståndare Poäng         | Placering              |                  |
| --------------------- | ----------------- | ----------------- | --------------------- | ---------------------- | -------------------- | ------------------------- | ---------------------- | ---------------- |
| Mohamed Ayoub Ferjani | Herrarnas florett | Bye               | Davis (GBR) L 7–15    | Gick inte vidare       | Gick inte vidare     | Gick inte vidare          | Gick inte vidare       | Gick inte vidare |
| Farès Ferjani         | Herrarnas sabel   | i.u.              | Montano (ITA) L 11–15 | Gick inte vidare       | Gick inte vidare     | Gick inte vidare          | Gick inte vidare       | Gick inte vidare |
| Sarra Besbes          | Damernas värja    | Bye               | Costa (BRA) W 15–8    | Kirpu (EST) W 15–11    | Sun Yw (CHN) L 11–14 | Gick inte vidare          | Gick inte vidare       | Gick inte vidare |
| Inès Boubakri         | Damernas florett  | Bye               | Mohamed (EGY) W 15–4  | Nishioka (JPN) W 15–10 | Harvey (CAN) W 15–13 | Di Francisca (ITA) L 9–12 | Sjanaeva (RUS) W 15–11 | 3                |
| Azza Besbes           | Damernas sabel    | Bye               | Mikina (AZE) W 15–12  | Kozaczuk (POL) W 15–12 | Brunet (FRA) L 14–15 | Gick inte vidare          | Gick inte vidare       | Gick inte vidare |

## Judo
| Idrottare         | Gren                         | Omgång 1               | Omgång 2                | Omgång 3                 | Kvartsfinaler        | Semifinaler           | Återkval             | Final / BM           | Final / BM |
| Idrottare         | Gren                         | Motståndare Resultat   | Motståndare Resultat    | Motståndare Resultat     | Motståndare Resultat | Motståndare Resultat  | Motståndare Resultat | Motståndare Resultat | Placering  |
| ----------------- | ---------------------------- | ---------------------- | ----------------------- | ------------------------ | -------------------- | --------------------- | -------------------- | -------------------- | ---------- |
| Faicel Jaballah   | Herrarnas tungvikt +100kg    | Bor (HUN) L 000–101    | Gick inte vidare        | Gick inte vidare         | Gick inte vidare     | Gick inte vidare      | Gick inte vidare     | Gick inte vidare     |            |
| Hela Ayari        | Damernas halv lättvikt −52kg | Bye                    | Miranda (BRA) L 000–100 | Gick inte vidare         | Gick inte vidare     | Gick inte vidare      | Gick inte vidare     | Gick inte vidare     |            |
| Houda Miled       | Damernas mellanvikt −70kg    | Conway (GBR) L 000–100 | Gick inte vidare        | Gick inte vidare         | Gick inte vidare     | Gick inte vidare      | Gick inte vidare     | Gick inte vidare     |            |
| Nihal Chikhrouhou | Damernas tungvikt +78kg      | Bye                    | Cerić (BIH) W 000–000 S | Andéol (FRA) L 000–000 S | Gick inte vidare     | Sayit (TUR) L 000–100 | Gick inte vidare     | 7                    |            |

## Kanotsport

### Sprint
| Kanotist           | Gren                 | Heat     | Heat      | Semifinaler      | Semifinaler      | Final            | Final            |
| Kanotist           | Gren                 | Tid      | Placering | Tid              | Placering        | Tid              | Placering        |
| ------------------ | -------------------- | -------- | --------- | ---------------- | ---------------- | ---------------- | ---------------- |
| Mohamed Ali Mrabet | Herrarnas K-1 1000 m | 3:35,084 | 8 Q       | 3:43,145         | 8 FB             | 3:45,122         | 16               |
| Khaled Houcine     | Herrarnas C-1 200 m  | 42,499   | 7         | Gick inte vidare | Gick inte vidare | Gick inte vidare | Gick inte vidare |
| Afef Ben Ismail    | Damernas K-1 500 m   | 2:08,170 | 7         | Gick inte vidare | Gick inte vidare | Gick inte vidare | Gick inte vidare |

## Rodd
| Roddare                             | Gren                             | Heat    | Heat      | Återkval | Återkval  | Kvartsfinal | Kvartsfinal | Semifinal | Semifinal | Final   | Final     |
| Roddare                             | Gren                             | Tid     | Placering | Tid      | Placering | Tid         | Placering   | Tid       | Placering | Tid     | Placering |
| ----------------------------------- | -------------------------------- | ------- | --------- | -------- | --------- | ----------- | ----------- | --------- | --------- | ------- | --------- |
| Mohamed Taieb                       | Herrarnas singelsculler          | 7:37,95 | 4 R       | 7:27,18  | 4 SE/F    | Bye         | Bye         | 8:02,05   | 2 FE      | 7:53,36 | 27        |
| Nour El-Houda Ettaieb Khadija Krimi | Damernas lättvikts-dubbelsculler | 7:43,33 | 5 R       | 8:33,49  | 6 SC/D    | i.u.        | i.u.        | 8:29,45   | 4 FD      | 7:56,26 | 20        |

## Segling
Herrar
| Youssef Akrout | Herrarnas laser | 21 | 29 | 34 | 26 | 39 | 32 | 37 | 35 | 16 | 27 | EL | 257 | 34 |

Damer
| Ines Gmati | Damernas laser radial | 28 | 23 | 32 | 23 | 21 | 31 | 19 | 28 | 31 | 34 | EL | 235 | 30 |

Mixed
| Seglare                   | Gren     | Lopp | Lopp | Lopp | Lopp | Lopp | Lopp | Lopp | Lopp | Lopp | Lopp | Lopp | Lopp | Lopp | Nettopoäng | Finalplacering |
| Seglare                   | Gren     | 1    | 2    | 3    | 4    | 5    | 6    | 7    | 8    | 9    | 10   | 11   | 12   | M*   | Nettopoäng | Finalplacering |
| ------------------------- | -------- | ---- | ---- | ---- | ---- | ---- | ---- | ---- | ---- | ---- | ---- | ---- | ---- | ---- | ---------- | -------------- |
| Hedi Gharbi Rihab Hammami | Nacra 47 | 18   | DNF  | 18   | 21   | 19   | 20   | 20   | 18   | 20   | 19   | 18   | 20   | EL   | 211        | 20             |

## Simning
| Idrottare        | Gren                         | Heat     | Heat      | Semifinal        | Semifinal        | Final            | Final            |
| Idrottare        | Gren                         | Tid      | Placering | Tid              | Placering        | Tid              | Placering        |
| ---------------- | ---------------------------- | -------- | --------- | ---------------- | ---------------- | ---------------- | ---------------- |
| Ahmed Mathlouthi | Herrarnas 200 m frisim       | 1.50,39  | =41       | Gick inte vidare | Gick inte vidare | Gick inte vidare | Gick inte vidare |
| Ahmed Mathlouthi | Herrarnas 400 m frisim       | 3.52,00  | 35        | i.u.             | i.u.             | Gick inte vidare | Gick inte vidare |
| Ahmed Mathlouthi | Herrarnas 200 m medley       | 2.04,95  | 27        | Gick inte vidare | Gick inte vidare | Gick inte vidare | Gick inte vidare |
| Oussama Mellouli | Herrarnas 1 500 m frisim     | 15.07,78 | 21        | i.u.             | i.u.             | Gick inte vidare | Gick inte vidare |
| Oussama Mellouli | Herrarnas 10 km öppet vatten | i.u.     | i.u.      | i.u.             | i.u.             | 1:53.06,1        | 12               |

## Taekwondo
| Idrottare        | Gren             | Åttondelsfinaler        | Kvartsfinaler        | Semifinaer           | Återkval             | Final                | Final            |
| Idrottare        | Gren             | Motståndare Resultat    | Motståndare Resultat | Motståndare Resultat | Motståndare Resultat | Motståndare Resultat | Placering        |
| ---------------- | ---------------- | ----------------------- | -------------------- | -------------------- | -------------------- | -------------------- | ---------------- |
| Oussama Oueslati | Herrarnas −80 kg | Rafalovitj (UZB) W 11–8 | Liu W-t (TPE) W 1–0  | Cissé (CIV) L 6–7    | Bye                  | Lopez (USA) W 14–5   | 3                |
| Yassine Trabelsi | Herrarnas +80 kg | Alba (CUB) L 4–13       | Gick inte vidare     | Gick inte vidare     | Gick inte vidare     | Gick inte vidare     | Gick inte vidare |
| Rahma Ben Ali    | Damernas −57 kg  | Hamada (JPN) L 5–9      | Gick inte vidare     | Gick inte vidare     | Gick inte vidare     | Gick inte vidare     | Gick inte vidare |

## Tennis
| Spelare      | Gren       | Omgång 1                             | Omgång 2          | Åttondelsfinaler  | Kvartsfinaler     | Semifinaler       | Final / BM        | Final / BM       |
| Spelare      | Gren       | Motståndare Poäng                    | Motståndare Poäng | Motståndare Poäng | Motståndare Poäng | Motståndare Poäng | Motståndare Poäng | Placering        |
| ------------ | ---------- | ------------------------------------ | ----------------- | ----------------- | ----------------- | ----------------- | ----------------- | ---------------- |
| Malek Jaziri | Herrsingel | Tsonga (FRA) L 6–4, 5–7, 3–6         | Gick inte vidare  | Gick inte vidare  | Gick inte vidare  | Gick inte vidare  | Gick inte vidare  | Gick inte vidare |
| Ons Jabeur   | Damsingel  | Kasatkina (RUS) L 6–3, 6–7(4–7), 1–6 | Gick inte vidare  | Gick inte vidare  | Gick inte vidare  | Gick inte vidare  | Gick inte vidare  | Gick inte vidare |